# Lago Navarino
El lago Navarino es un cuerpo de agua superficial léntico ubicado en el centro de la isla Navarino, en la Región de Magallanes y la Antártica Chilena.: 175 
Este lago está consignado en el inventario público de lagos de Chile con el código 12897093-2 del Banco Nacional de Aguas.

## Ubicación
Los lagos Rojas, Pollollo y el Navarino forman el eje norte-sur de una cuenca del que desaguan sucesivamente hasta finalizar en el río Navarino.

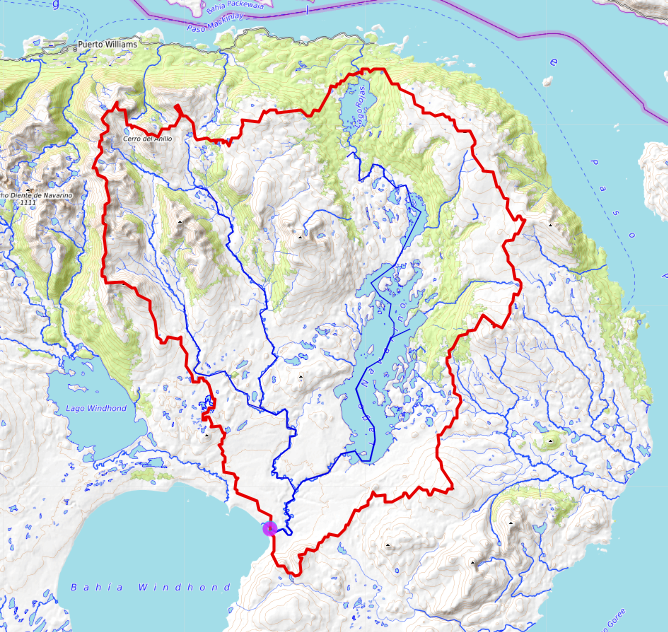
Cuenca del lago Navarino en la isla Navarino.